# 愛知朝鮮第七初級学校
愛知朝鮮第七初級学校（あいちちょうせんだいななしょきゅうがっこう、아이찌조선제7초급학교）は、愛知県瀬戸市にある朝鮮学校である。
公式な発表は無いが、2025年4月現在、運営する学校法人愛知朝鮮学園や、朝鮮総連愛知県本部のホームページにも記載がないため、閉校・休校したとみられる。

## 概要
日本の幼稚園・小学校に相当する教育を行っている各種学校（非一条校）である。学校法人愛知朝鮮学園が運営する。

## 沿革
- 1946年（昭和21年） - 公立学校を間借りして朝鮮人連盟瀬戸学院設立。
- 1947年（昭和22年） - 瀬戸朝鮮人小学校に改称。
- 1958年（昭和33年） - 現校名となる。
- 1964年（昭和39年） - 幼稚班を設置。

## 学科
- 初級部
- 幼稚班